# Cenchritis muricatus
Cenchritis muricatus är en snäckart som först beskrevs av Carl von Linné 1758.  Cenchritis muricatus ingår i släktet Cenchritis och familjen strandsnäckor. Inga underarter finns listade i Catalogue of Life.

## Bildgalleri

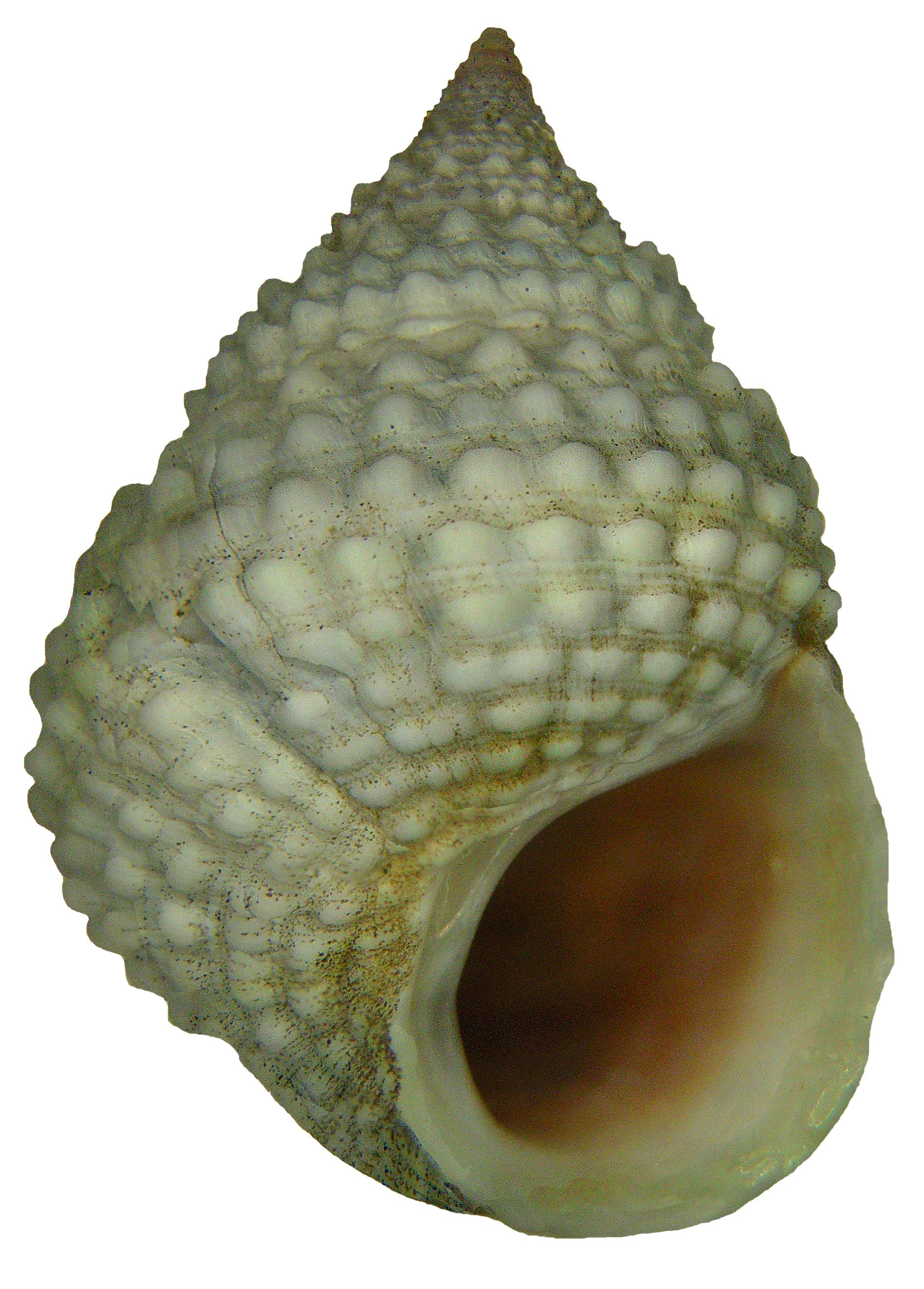